# Djurtämjare

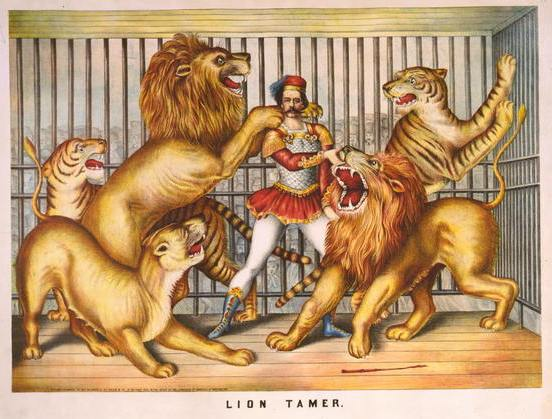
Lejontämjare

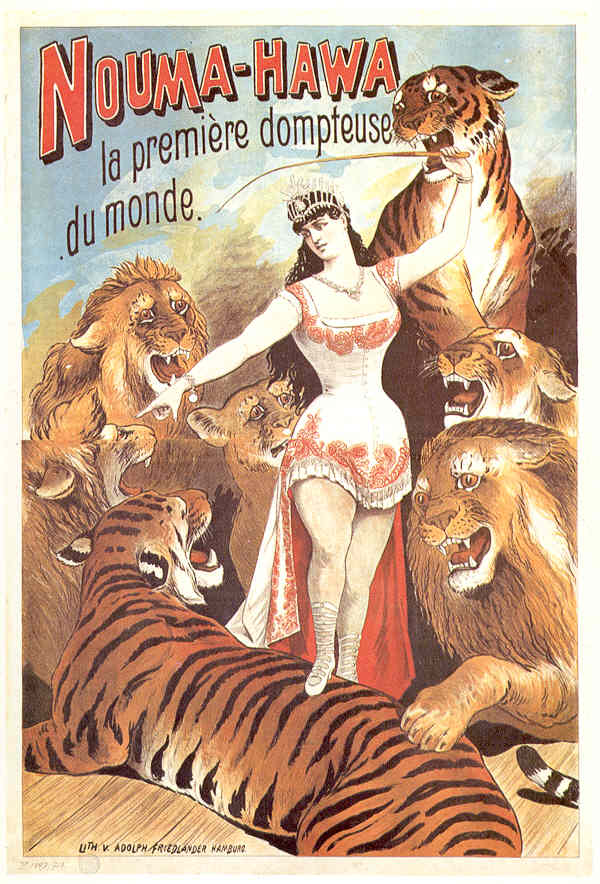
Lejontämjare

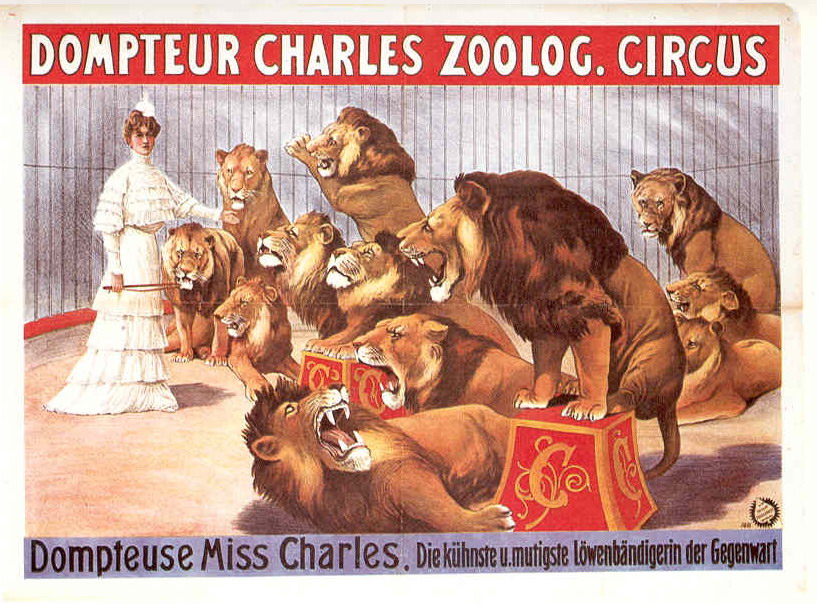
Lejontämjare

Djurtämjare eller domptör (av franska dompter "tämja" och latin domito "tämja") är beteckningen på en person som arbetar med träning av potentiellt farliga djur, till exempel elefant och rovdjur som lejon, leopard, panter och tiger. Äldre benämning även lejontämjare.
Träning av domesticerade djur kallas dressyr.

## Historia
Djurtämjare har funnits sedan lång tid, vanligen gav de föreställningar på cirkus och i djurpark. 1819 utförde Henri Martin det första moderna rovdjursnumret på cirkus i Europa, 1833 började Isaac van Amburgh som förste lejontämjare på cirkus i Nordamerika då han uppträdde med ett lejon, en tiger, en leopard och en panter.
De första exotiska vilddjuren som visades i Sverige var lejon 1731 och elefant 1804.

## Djurtämjare
Kända djurtämjare i urval:

### Europa
- Irina Bugrimova (1910–2001), Ryssland
- Ursula Böttcher (1927-2010), Tyskland
- Ángel Cristo (1944-2010), Spanien
- Clara Hanmann (1866-1953), Tyskland, artistnamn "Claire Heliot"
- Ida Krone (1879-1957), Tyskland, artistnamn "Miss Charles"
- Henri Martin (1793-1882), Frankrike
- Mathilde Rupp (1879-1932), Österrike, artistnamn "Tilly Bébé"
- Henriette Willardt (1866-1923), Österrike, artistnamn "Miss Senide"
- George Wombwell (1777-1850), England
- Hugo Schmitt, tysk elefanttränare och cirkusartist vid Cirkus Hagenbeck i Tyskland till 1947, se också nedan under Nordamerika.

### Nordamerika
- Isaac van Amburgh (1811–1865), USA
- Clyde Beatty (1903-1965), USA
- Mathilda Cajdos (1877-1909), USA, artistnamn "Princess Nouma-Hawa"
- Gunther Gebel-Williams (1934-2001), USA
- Siegfried & Roy (Siegfried Fischbacher och Roy Horn), USA
- Mabel Stark (1889-1968), USA
- Hugo Schmitt, tysk-amerikansk elefanttränare och cirkusartist, 1947-1971 elephant super intendent vid Ringling Bros. and Barnum & Bailey Circus.